# رؤیاپرداز (آلبوم)
«رؤیاپرداز» (به انگلیسی: The Dreamer) آخرین آلبوم موسیقی از هنرمند ایالات متحده آمریکا اتا جیمز است. این آلبوم در ۸ نوامبر ۲۰۱۱، پس از درگذشت اتا جیمز بر اثر سرطان خون، منتشر شد. این آلبوم عموماً با نقد مثبت از منتقدان رو به رو شد.
| بررسی انتقادی                  | بررسی انتقادی |
| منبع                           | رتبه‌بندی      |
| ------------------------------ | ------------- |
| آل‌میوزیک                       | [ ۱ ]         |
| دیلی تلگراف                    | [ ۲ ]         |
| ایندیپندنت                     | [ ۳ ]         |
| ام‌اس‌ان میوزیک (Expert Witness) | A–            |

## ترانه‌ها
| شماره      | نام                                                  | هنرمند اصلی      | مدت   |
| ---------- | ---------------------------------------------------- | ---------------- | ----- |
| ۱.         | «Groove Me/به من تن در بده»                          | کینگ فلوید       | ۴:۴۰  |
| ۲.         | «Champagne & Wine/شامپاین و شراب»                    | اوتیس ردینگ      | ۳:۵۸  |
| ۳.         | «Dreamer/رویاپرداز»                                  | بابی بلاند       | ۴:۵۸  |
| ۴.         | «Welcome to the Jungle/به جنگل خوش‌آمدید»             | گانز ان روزز     | ۳:۰۱  |
| ۵.         | «Misty Blue/کبود مه‌آلود»                             | باب مونتگومری    | ۴:۵۸  |
| ۶.         | «Boondocks/بونداکز»                                  | لیتل بیگ تاون    | ۴:۱۲  |
| ۷.         | «Cigarettes & Coffee/سیگار و قهوه»                   | اوتیس ردینگ      | ۶:۲۲  |
| ۸.         | «In the Evening/در عصر»                              | ری چارلز         | ۴:۴۷  |
| ۹.         | «Too Tired/خیلی خسته»                                | جانی گیتار واتسن | ۲:۳۲  |
| ۱۰.        | «That's the Chance You Take/آن شانسی است که می‌پذیری» | جانی گیتار واتسن | ۳:۴۸  |
| ۱۱.        | «Let Me Down Easy/بگذار راحت برم»                    | لیدل میلتن       | ۷:۰۴  |
| مجموع مدت: | مجموع مدت:                                           | مجموع مدت:       | ۵۰:۲۰ |